# 洪游奕
洪游奕，又名洪游歷，香港商人。現任維珍妮主席兼首席執行官。他也是香港男子甲一組籃球聯賽球隊南華籃球隊班主兼領隊。另外，他早年就讀福建中學。
洪游奕是菲律賓華僑之子，生於福建晋江，11歲時移居香港。1998年創立維珍妮，為美國內衣品牌維多利亞的秘密（Victoria's Secret）代工。

## 公職
- 深圳市政協委員（2010年至2015年）
- 福建省政協委員（2013年至今）

## 榮譽
2007年，獲得香港青年工業家獎